# Arrondissement di Beaune
L'arrondissement di Beaune è un arrondissement dipartimentale della Francia situato nel dipartimento della Côte-d'Or, appartenente alla regione della Borgogna-Franca Contea.

## Composizione
L'arrondissement è composto da 194 comuni raggruppati in 10 cantoni:
- cantone di Arnay-le-Duc
- cantone di Beaune-Nord
- cantone di Beaune-Sud
- cantone di Bligny-sur-Ouche
- cantone di Liernais
- cantone di Nolay
- cantone di Nuits-Saint-Georges
- cantone di Pouilly-en-Auxois
- cantone di Saint-Jean-de-Losne
- cantone di Seurre